# Jacqueline Feldman
Jacqueline Feldman  (París, 8 de agosto de 1936) es una física, socióloga y escritora francesa. Fue investigadora principal del CNRS, hasta su jubilación en 2001, pero sigue publicando. Fue una de las primeras feministas en Francia, cofundadora en 1967 con Anne Zelensky del grupo FMA (Féminin, Masculin, Avenir), uno de los grupos fundadores en Francia del Movimiento de Liberación de las Mujeres en 1970.

## Biografía
Jacqueline Feldman nació en París en agosto de 1936. Hija de inmigrantes judíos polacos laicos, su padre trabajaba como sastre. Sus padres abandonaron Łódz para establecerse en París a finales de la década de 1920 . Tiene una hermana mayor, nacida en 1932. Durante la Segunda Guerra Mundial, su familia se mudó de París a Noirétable, un pueblo de menos de 2000 habitants de Forez, para evitar la persecución nazi. Después de la guerra, la familia regresó a París
Desde muy joven, Jacqueline toma conciencia de dos dificultades que marcan su historia: es mujer y judía. Buena en matemáticas e interesada por la literatura duda entre realizar estudios de letras o de ciencias. Finalmente opta por una licencia en matemáticas y física y se especializa en física teórica.
Después de obtener un trabajo en el CNRS en 1956, fue enviada al Instituto Niels-Bohr en Copenhague, donde comenzó un doctorado en física teórica bajo la supervisión del físico danés-estadounidense Ben Roy Mottelson . Allí conoce a su futuro marido, Hallstein Høgåsen. Se casaron en 1961 «sobre una base igualitaria» y tuvieron dos hijos, un niño (nacido en 1962) y una niña (nacida en 1963). En 1961, publicó un artículo, que fue citado por Mottelson en su conferencia tras la obtención del Premio Nobel en 1975. Presentó su tesis doctoral en primavera de 1963. Posteriormente trabajó como física en el Instituto Noruego de Tecnología, de 1963 a 1964, y en el CERN de 1964 a 1967 año en el que da el paso profesionalmente de la física teórica a la sociología.

### De las matemáticas a la sociología
El paso de una ciencia exacta a una ciencia social le resultó más difícil de lo esperado y la sitúa en la reflexión de lo que significa la ciencia. La duda coincide con los acontecimientos políticos de mayo del 68, un momento en el que se pone en duda la sociedad y de manera particular la ciencia.
Siempre le interesó la sociología, un interés reforzado por los acontecimientos políticos en París en mayo del 68 . Los sociólogos del CNRS necesitaban personas con una sólida formación en matemáticas, lo que le abrió oportunidades para trabajar con ellos. Testigo de las muy diferentes formas de pensar entre las ciencias duras y las ciencias blandas, desarrolló reflexiones epistemológicas sobre este tema, así como comentarios sobre el escándalo Sokal.

### Activismo feminista
De regreso a París en 1967 se plantea la militancia en los dos temas que tocan especialmente: el judaísmo y el feminismo. Opta por el feminismo. En un encuentro con Andrée Michel conocerá a Anne Zelensky con la que fundó el grupo mixto autónomo FMA (Féminin, Masculin, Avenir) en un principio una línea más joven del Mouvement Démocratic Féminin, no mixto. el FMA quiere promover nuevas relaciones entre los sexos y el tema de la sexualidad tiene una posición importante en el debate.
En  mayo de 1968 durante la ocupación de la Sorbona junto a Anne Zelensky organizaron reuniones y debates en la Universidad sobre temas de mujeres liderando el único encuentro sobre la condición de la mujer en este contexto sobre el tema «la mujer y la revolución».
«El anfiteatro estaba lleno - explicó Jacqueline Feldman-  Anne y yo estábamos abajo, detrás de la mesa, y dimos la palabra a la gente. No teníamos una teoría para elaborar, pero aún sabíamos un poco al respecto. Hubo algunos estudiantes africanos que defendieron al ama de casa, los diferentes roles, pero de todos modos la mayoría estaba a favor de la igualdad. Los debates fueron animados. Los hombres fueron, una vez más, los que se atrevieron a hablar. Se señaló.»
También son el origen del número de Partisans (julio-octubre de 1970) con el artículo «Libération des femmes, année zéro» que contribuye a lanzar el Movimiento de Liberación de la Mujer.
Los grupos de autoconciencia están a la orden del día en esa época. Junto a Claude Hennequin organizó un grupo de «mujeres casadas». Feldman empieza un trayecto que durará varios años de revisión psicológica (psicoanálisis y bio-energía). Su matrimonio no resistió el cuestionamiento y acaba divorciándose en 1975.
También trabajó sobre los tabúes de la sexualidad.   En su libro La sexualité du Petit Larousse, o el juego del diccionario, destaca la evolución de los tabúes sobre la sexualidad al estudiar las diferentes versiones de este diccionario desde su primera versión en 1905 hasta 1979.
Otro de los ejes de reflexión fue el judaísmo trabajando en la comparación de dos situaciones: «Femme on est, femme on reste. Mais, juif, on peut choisir, on peut changer de nom. Le choix d'être juif correspond à un entêtement extraordinaire dans l'histoire». Propone su texto en una jornada organizada por la ANEF (Asociación Nacional de Estudios Feministas) en 1997 sobre el tema: Las feministas frente al antisemitismo y al racismo. Felmand escribió uno de los primeros artículos sobre lo que se denominó interseccionalidad. [cita requerida]

### Ciencia
Feldman se interrogó también sobre los aspectos subjetivos de la ciencia. En la década de 1970 criticó el cientificismo a través de artículos en la revista crítica Impascience, entre 1975 y 1977. Todas las contribuciones fueron anónimas, de acuerdo con las ideas de la época. : el contenido era importante, no el autor. En Impascience, colabora con Françoise Laborie.
En 1981 en un coloquio feminista que se celebra en Toulouse introduce la noción de «identidad epistémica» y con Françoise Laborie organiza un seminario «de interrogaciones sobre los saberes y las ciencias». En 1982 es nombrada investigadora principal del CNRS y de 1989 a 2005 mantiene un seminario de «epistemología y ética de las ciencias sociales« a partir del que se publicarán dos libros.
Se jubiló en 2001, pero continuó publicando, sobre todo en la década de 2000 trabajos sobre el matemático y filósofo Condorcet, quien fue el primero en proponer las matemáticas sociales. Con amigas feministas, en 2019 lanzó un llamamiento sobre el derecho al suicidio asistido.
En 2020 publicó una biografía de Laborie. El libro también trata de la crítica de la ciencia por parte de los científicos después de mayo del 68.
Feldman vive en la actualidad entre Paris y Hières.

## Publicaciones
- Ethique, épistémologie et sciences de l'homme. (1996)  Jacqueline Feldman, Jean-Claude Filloux B. P. Lécuyer, M. Selz, M. Vicente. L'Harmatan. Logiques sociales. ISBN : 2-7384-4344-3

- L'éthique dans la pratique des sciences humaines: Dilemmes. (2000) Coordinado por Jacqueline Feldman et Ruth Canter Kohn. L'Harmatan. Ouvertures Philosophique. ISBN : 2-7384-8787-4
- L'idéee de science au XIXè siècle. Huit soirées de lecture à la Bibliothèque des Amis de l'instruction du IIIè arrondissement. Dirección Jacqueline Feldman (2006). L'Harmatan. ISBN : 2-296-01557-3

- Francois Laborie (1938-2016). Histoire d'une femme en sciencia. (2020) Feldman, Jacqueline; L'Harmatan. Logiques Sociales. ISBN : 978-2-343-17472-3